# ADTRP
ADTRP (англ. Androgen dependent TFPI regulating protein) – білок, який кодується однойменним геном, розташованим у людей на короткому плечі 6-ї хромосоми. Довжина поліпептидного ланцюга білка становить 230 амінокислот, а молекулярна маса — 26 842.
| 10         |  | 20         |  | 30         |  | 40         |  | 50         |
| ---------- |  | ---------- |  | ---------- |  | ---------- |  | ---------- |
| MTKTSTCIYH |  | FLVLSWYTFL |  | NYYISQEGKD |  | EVKPKILANG |  | ARWKYMTLLN |
| LLLQTIFYGV |  | TCLDDVLKRT |  | KGGKDIKFLT |  | AFRDLLFTTL |  | AFPVSTFVFL |
| AFWILFLYNR |  | DLIYPKVLDT |  | VIPVWLNHAM |  | HTFIFPITLA |  | EVVLRPHSYP |
| SKKTGLTLLA |  | AASIAYISRI |  | LWLYFETGTW |  | VYPVFAKLSL |  | LGLAAFFSLS |
| YVFIASIYLL |  | GEKLNHWKWG |  | DMRQPRKKRK |  |            |  |            |

A: Аланін

C: Цистеїн

D: Аспарагінова кислота

E: Глутамінова кислота

F: Фенілаланін

G: Гліцин

H: Гістидин

I: Ізолейцин

K: Лізин

L: Лейцин

M: Метіонін

N: Аспарагін

P: Пролін

Q: Глутамін

R: Аргінін

S: Серин

T: Треонін

V: Валін

W: Триптофан

Задіяний у такому біологічному процесі, як альтернативний сплайсинг. 
Локалізований у клітинній мембрані, мембрані.